# Joaquín de Alba Santizo
Joaquín de Alba Santizo   (Cadis, 15 d'abril de 1912 - Palma del Río, 5 de novembre de 1983) fou un pintor, dibuixant i caricaturista polític que va publicar la seva obra sota el pseudònim de Kin a Espanya i el cognom D'Alba als Estats Units.

## Biografia
Trajectòria professional
L'Espanya de la Segona República, seguida de la Guerra Civil i dels primers anys de dictadura del general Francisco Franco, és el marc en què Joaquín d'Alba, Kin, desenvolupa la seva professió fins a l'any 1954.
Va començar publicant els seus primers dibuixos, a partir de 1926, en el diari ABC de Sevilla
Regona República Espanyola
Durant la Segona República, la seva labor periodística es va iniciar a l'octubre de 1931, amb 19 anys, publicant les seves caricatures en la revista setmanal d'humor polític Gracia y Justicia i en el diari La Nación, que dirigia Manuel Delgado Barreto.
L'abril del 1932 va ser processat i declarat en llibertat condicional per disposició del ministre de Justícia Álvaro de Albornoz, que va creure veure's al·ludit en una caricatura relativa als carnestoltes d'aquell any, obtenint sentència absolutoria al juliol del següent any, 1933., 1933.
Després del tancament de la revista Gracia y Justicia, el 15 de febrer de 1936, per disposició del govern del Front Popular, i la crema del diari La Nación, el 13 de març del mateix any, com a represàlia per l'atemptat contra el catedràtic socialista Luis Jiménez de Asúa, l'11 de maig passa a publicar en el diari de tradició monàrquica liberal La Época, i el 10 de juliol en la revista El Mentidero.
Guerra Civil Espanyola
La guerra civil el sorprèn a Madrid, sent reclòs, a primers d'agost de 1936, en la presó de San Antón, al carrer de Hortaleza, per un grup de milicians. Després d'un mes de reclusió, a primers de setembre és alliberat per la mediació del seu germà Nicolás de Alba Santizo, militant del Partit Comunista i dirigent d'UGT. Va haver-hi nous intents de detenció, per la qual cosa al juny de 1937 abandona Madrid per la serra d'Àvila, passant a Salamanca el dia 1 de juliol.
Entre 1937 i 1939 col·labora en el Servicio de Prensa y Propaganda, a Salamanca, sota la dependència de Dionisio Ridruejo, junt a artistes com Agustín Segura, Carlos Sáenz de Tejada, Joaquín Valverde Lasarte, Teodoro Delgado o José Romero Escassi, així com al diari El Norte de Castilla, de Valladolid.
Postguerra
A partir de 1939 passa a col·laborar, com a il·lustrador, per a l'editorial Ediciones Españolas, S. A., amb seu al carrer Almagro número 40, on també treballaven Joaquín Valverde Lasarte, Carlos Sáenz de Tejada i Agustín Segura, entre d'altres.
Els principals títols sortits d'aquesta col·laboració serien Historia de la Cruzada Española, de Joaquín Arrarás, la direcció artística del qual corresponia a Carlos Sáenz de Tejada, les Memorias Íntimas de Azaña, amb anotacions també d'Arrarás i il·lustracions de Kin.
La col·lecció que, sota el títol de La Novela del Sábado, publicava Ediciones Españolas, iniciada el 1939, al preu d'1 pesseta per exemplar, comptava amb publicacions de Felipe Sassone, Enrique Larreta, Emilio Carrere, José María Salaverría, Samuel Ros, Tono i Miguel Mihura, Luis Astrana Marín, Jacinto Benavente, Francisco de Cossío, Guillermo Fernández Shaw, i José del Río Sainz, entre d'altres. Com a il·lustradors, figuraven Carlos Sáenz de Tejada, Herreros, K-Hito i Kin.
La seva labor com a caricaturista polític, durant els anys del franquisme de postguerra, es desenvolupa, entre 1940 i 1951, en el diari Arriba, dirigit per Xavier de Echarri Gamundi, i en la cadena de Prensa del Movimiento, quan Lucio del Álamo Urrutia n'era el Delegat Nacional.
Durant els nou mesos transcorreguts entre agost de 1941 i maig de 1942, va col·laborar com a il·lustrador, juntament amb el periodista Dionisio Porres com a redactor, en la Fulla de Campanya de la Divisió Blava, a Riga.
En maig de 1952, passa a publicar en el diari vespertí Madrid, dirigit per Juan Pujol Martínez.

### Etapa estatunidenca
El 1954, passa a Nova York, Washington D.C i, d'allí, a Santo Domingo, com a professor de colorit i composició en la recentment creada Escola de Belles arts, avui Escuela Nacional de Artes Visuales (ENAV). En la capital dominicana conreà intensament el retrat a l'oli.
El 1960 torna a Washington, D. C. com a editorial cartoonist del diari The Washington Daily News, que dirigien John T. O'Rourke, com a editor, i Nicholas Blatchford, com a redactor cap.
És la dècada de vuit anys de mandat demòcrata, amb els presidents John F. Kennedy i Lyndon B. Johnson, precedits pel republicà Dwight D. Eisenhower i seguits pel també republicà Richard Nixon.
El 1965 el National Right to Work Committee li atorga el seu premi anual, per la publicació, en el Washington Daily News d'octubre de 1965, de les dues millors caricatures de l'any.
El 1966 és nominat per al Premi Pulitzer de caricatura editorial, per la Universitat de Colúmbia, a Nova York, «com a exemple distingit de treball com a caricaturista en periòdic dels Estats Units» i, tot i que la seva condició d'estranger ho exclou de les bases del premi, el jurat el selecciona i fa constar en la memòria corresponent una nota apreciativa sobre Joaquín de Alba i sobre l'estil dels dibuixants europeus en general, que qualifica de "refrescant canvi de ritme" respecte al comentari nord-americà.
El president Lyndon B. Johnson sol·licita amb freqüència originals de caricatures, amb destinació a la Biblioteca i Museu Presidencial de Lyndon B. Johnson, a Austin, Texas.
El gener de 1969, proper ja el relleu en la Presidència dels Estats Units, la Casa Blanca dirigeix a Joaquín de Alba una carta de comiat, en la qual li agraeix la seva col·laboració amb la història del mandat presidencial i li convida a seguir enviant caricatures per a la citada Biblioteca, com ho ha vingut fent des de l'any 1964.
La Biblioteca i Museu Johnson conserva un total de 72 originals de caricatures polítiques publicades per Joaquín de Alba en el diari vespertí The Washington Daily News.

El 1970, Joaquín de Alba torna a la pintura. Treballa a Nova York, Puerto Rico i Caracas, fins a la seva tornada definitiva a Espanya el 1978.
Va morir a Palma del Río el dia 5 de novembre de 1983.

## Publicacions en anglès
- De Alba, Joaquin. Joaquin de Alba views. Violence in America. De Tocqueville's America Revisited. (Foreword by Chester Burger) (en anglès).  Washington, D.C.: Acropolis Books, 1969.
- Odell, Rice; De Alba, Joaquin. The Congressman's Coloring Book (en anglès).  Washington, D.C.: Hennage Lithograph, 1962.
- De Alba, Kin, Joaquín. This Peace (Pórtico, Joaquín Arrarás) (en anglès).  Madrid: Gráficas Valera, S. A., 1951.

## Publicacions en castellà
- Albiñana, Dr. (Dibujos de Kin). La República Jurdana (en castellà).  Burgos: Imprenta El Financiero, 1934.
- Pabón, Jesús (Dibujos de Kin). Diez Figuras (en castellà).  Burgos: Ediciones RAYFE, 1939.
- Sassone, Felipe (Ilustraciones de Sáenz de Tejada, Herreros, K-Hito y Kin). Carlos V, Hombre Extraño (en castellà).  Madrid: La Novela del Sábado, nº 1, 1940.
- Arrarás, Joaquín (Ilustraciones de Kin). Memorias íntimas de Azaña (en castellà).  Madrid: Ediciones Españolas, 1939.

## Galeria d'imatges

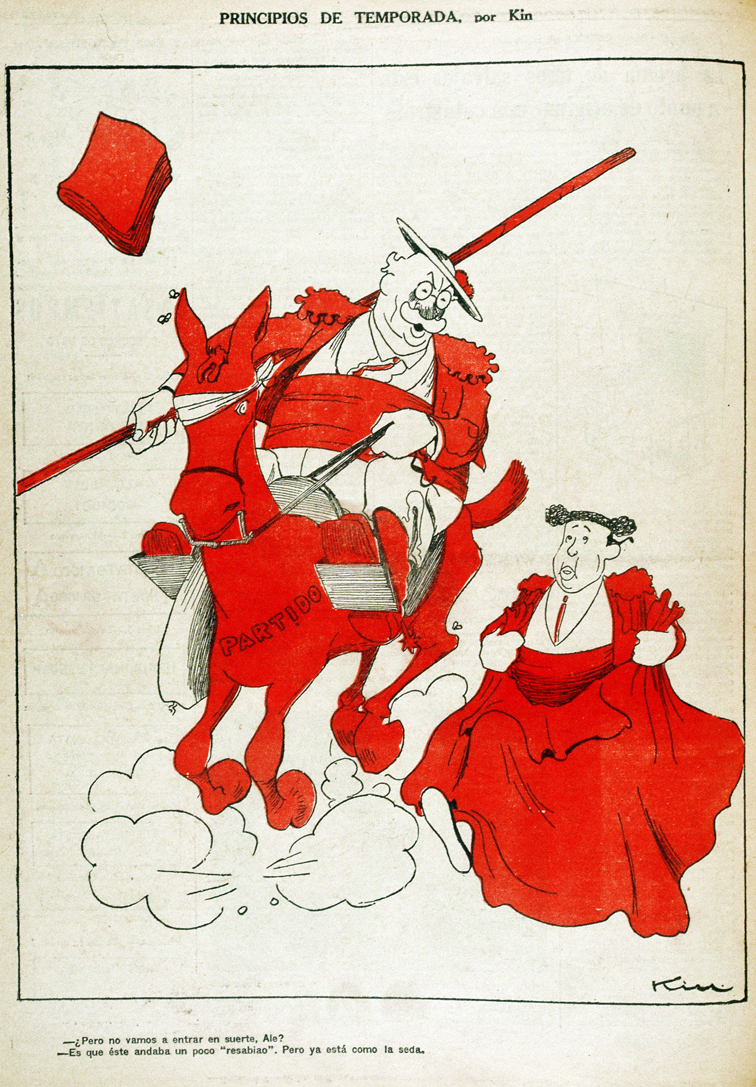
Joaquín de Alba, Kin, Gracia y Justicia:José María Gil Robles i Alejandro Lerroux, com a primer espasa i picador, surten al "ruedo" polític després d'un període d'absència.
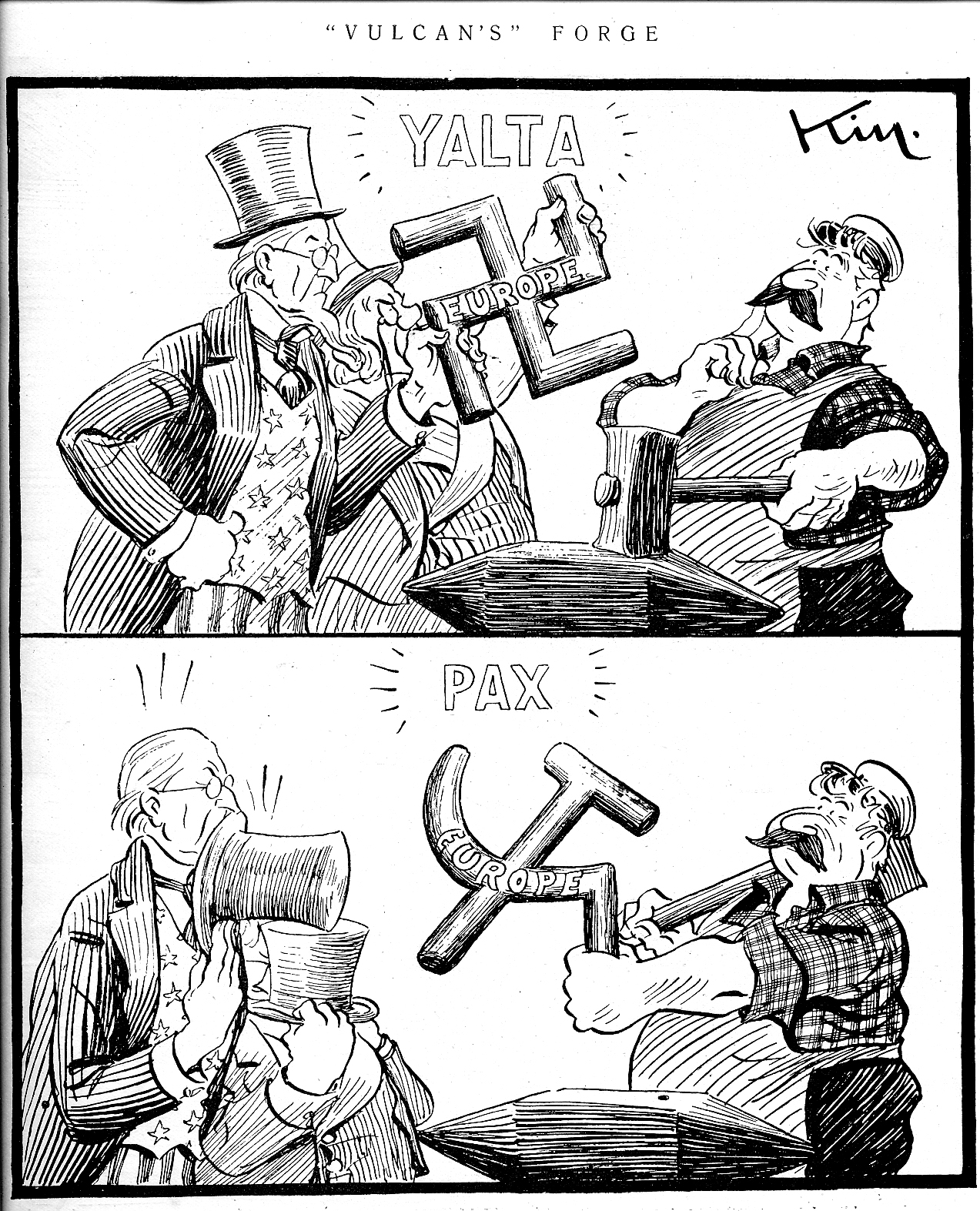
Joaquín de Alba, Kin, This Peace: A Ialta, Stalin, a manera de déu Vulcà, rep de l'oncle Sam i de John Bull l'Europa de la creu gamada nazi i la transforma en l'Europa de la falç i el martell comunista.
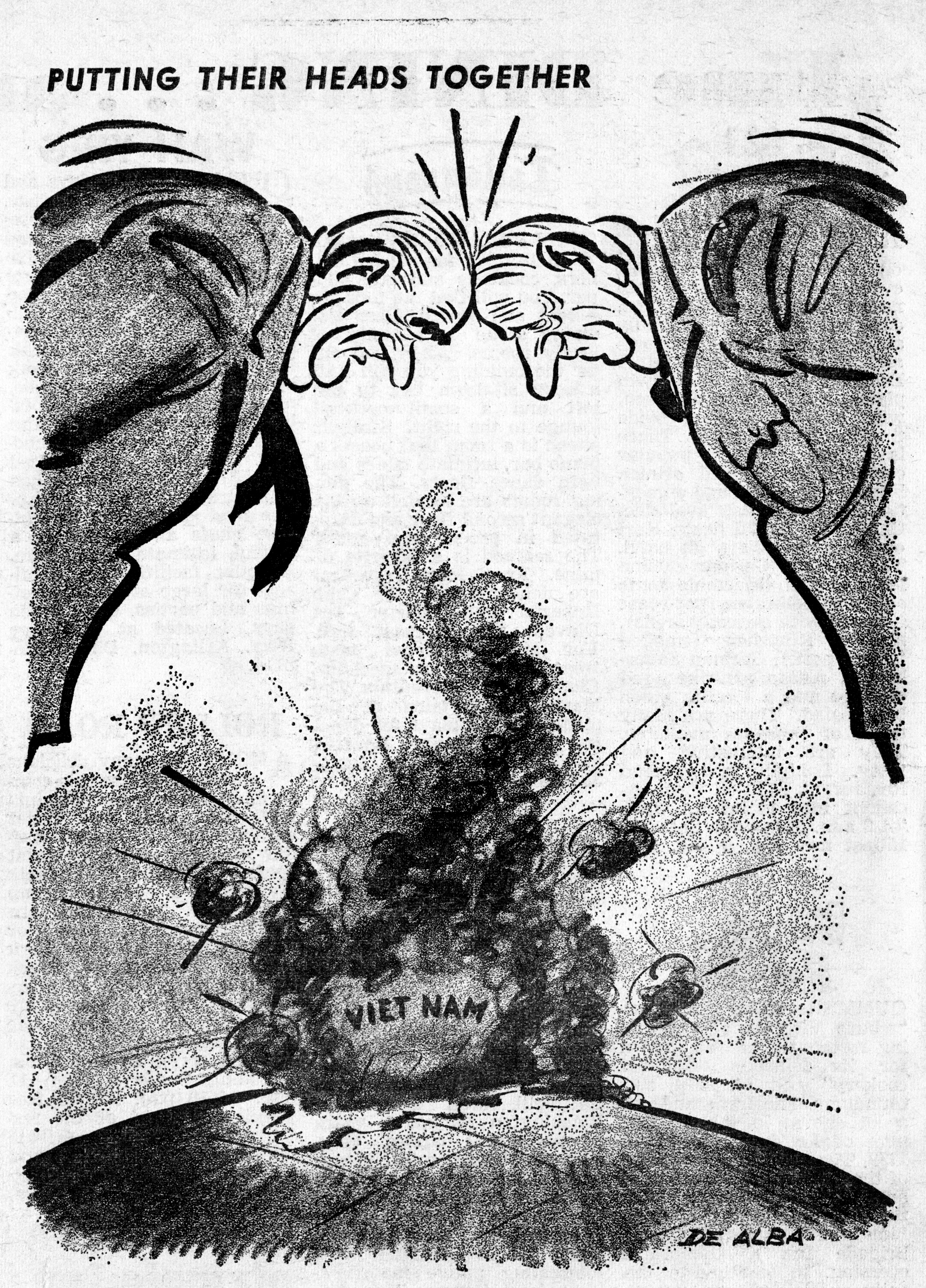
De Alba, The Washington Daily News:Els presidents Johnson i De Gaulle, aliats occidentals, xoquen frontalment en la seva postura davant la guerra de Vietnam.
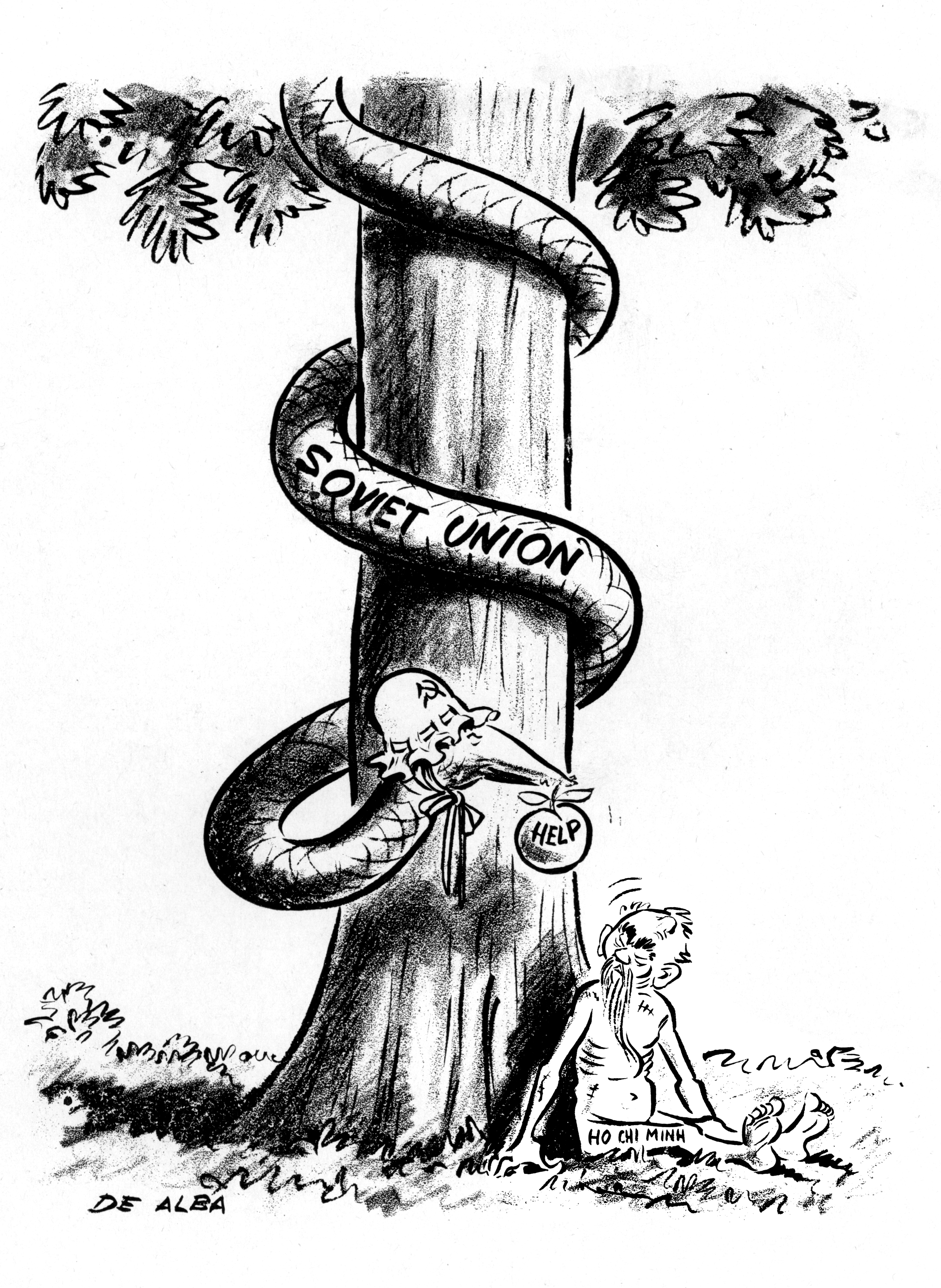
De Alba, The Washington Daily News:Ho Chi Minh, líder de Vietnam del Nord, qüestiona l'oferta d'ajuda de la Unió Soviètica durant la guerra de Vietnam: «¿Quin és el preu de la poma?»
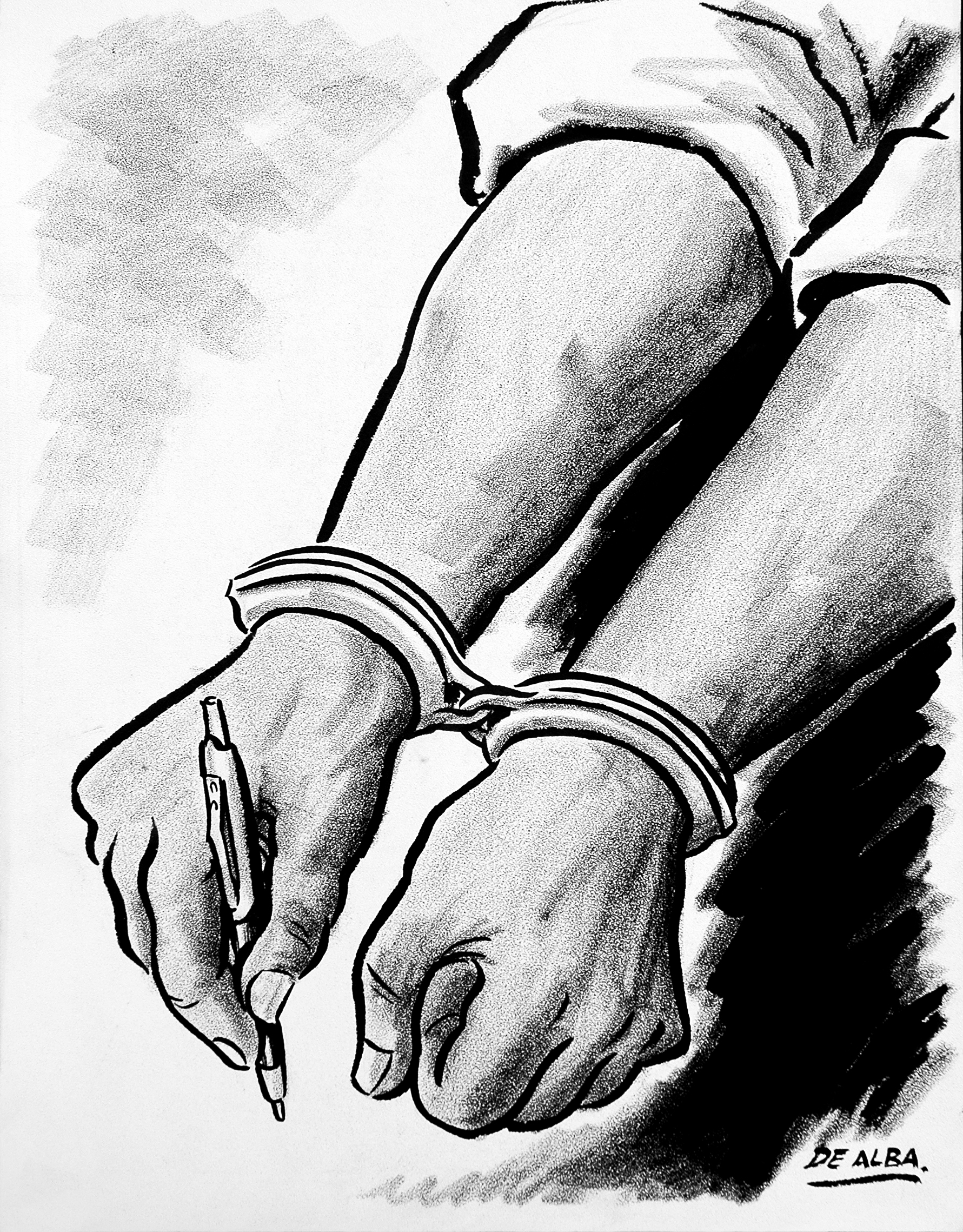
De Alba, The Washington Daily News:Condicions del vot de la població de color en l'Estat d'Alabama sota el govern segregacionista de George Wallace.
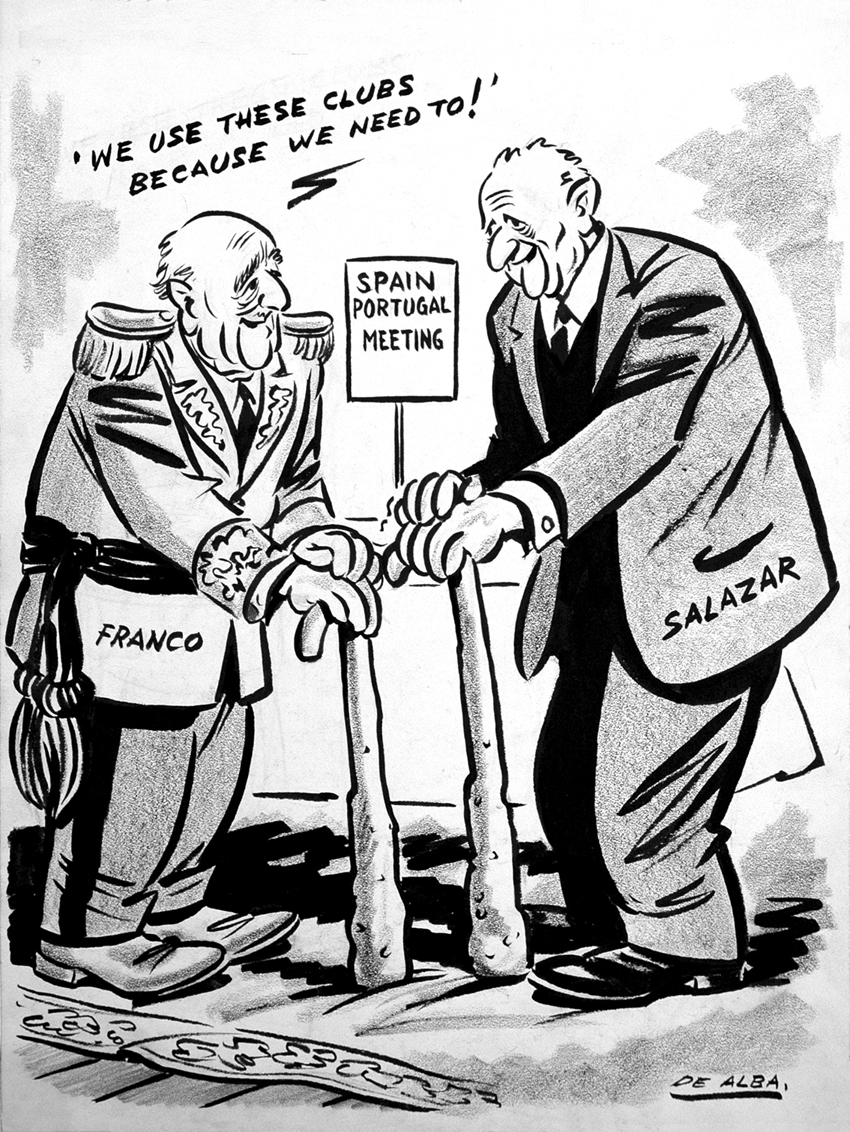
De Alba, The Washington Daily News:Els ancians dictadors d'Espanya i Portugal, Franco i Salazar, es reuneixen a la frontera per dialogar: «Usem aquests garrots perquè ho necessitem».